# Manneville-la-Raoult
Manneville-la-Raoult – miejscowość i gmina we Francji, w regionie Normandia, w departamencie Eure.
Według danych na rok 1990 gminę zamieszkiwało 336 osób, a gęstość zaludnienia wynosiła 46 osób/km² (wśród 1421 gmin Górnej Normandii Manneville-la-Raoult plasuje się na 579 miejscu pod względem liczby ludności, natomiast pod względem powierzchni na miejscu 515).